# Attila Repka
Attila Repka, né le 10 janvier 1968 à Miskolc, est un lutteur hongrois spécialisé dans la lutte gréco-romaine. Il a remporté aux Jeux olympiques d'été de 1992 à Barcelone la médaille d'or en poids légers.

## Palmarès

### Jeux olympiques
- Médaille d'or en lutte libre dans la catégorie des moins de 68 kg en 1992 à Barcelone

### Championnats du monde
- Médaille d'argent en lutte gréco-romaine dans la catégorie des moins de 68 kg en 1995 à Prague
- Médaille de bronze en lutte gréco-romaine dans la catégorie des moins de 68 kg en 1990 à Ostie

### Championnats d'Europe
- Médaille d'or en lutte gréco-romaine dans la catégorie des moins de 68 kg en 1988 à Kolbotn
- Médaille d'or en lutte gréco-romaine dans la catégorie des moins de 68 kg en 1989 à Oulu
- Médaille d'or en lutte gréco-romaine dans la catégorie des moins de 68 kg en 1994 à Athènes
- Médaille d'or en lutte gréco-romaine dans la catégorie des moins de 68 kg en 1996 à Budapest
- Médaille d'argent en lutte gréco-romaine dans la catégorie des moins de 68 kg en 1992 à Copenhague
- Médaille de bronze en lutte gréco-romaine dans la catégorie des moins de 68 kg en 1991 à Aschaffenbourg